# Antonio Oro
Antonio Oro (nacido el 19 de diciembre de 1782 en Ilzarbe, Navarra, España fue militar y político.

## Reseña biográfica
En 1809 ingresó en el Ejército.
Participó en la Guerra de Independencia contra los franceses y en América. Formó parte de las
filas realistas. Alcanzó el grado de Coronel.
Fue inspector de minas.
Fue Jefe Político de la provincia de Zaragoza.
Del 11 de noviembre de 1844 al 08 de marzo de 1847 fue Presidente de la Diputación Provincial de Zaragoza.

## Reconocimientos y condecoraciones
- Comendador de Ia Orden Americana de Isabel la Católica.[1]
- Caballero de la Real y Militar Orden de San Hermenegildo.[1]
- Cruz de San Fernando de Primera Clase.[1]

| Predecesor: Martín de Foronda y Viedma | Presidente de la Diputación Provincial de Zaragoza 11 de noviembre de 1844 - 08 de marzo de 1847 | Sucesor: José Boadella Humet |